# NSU Fox-serie
De NSU Fox 101 OSB is een historisch motorfietsmodel van het merk NSU. Op basis van dit model ontstonden ook de NSU Fox 125 ZB, de NSU Superfox, de NSU Sportfox en de NSU Rennfox. Met dit laatste model werd tweemaal de eindoverwinning in de 125 ccklasse van het wereldkampioenschap wegrace behaald. 

## Fox 101 OSB en Fox 125 ZB
De Fox OSB werd van 1949 tot 1954 geproduceerd. Het was het eerste nieuwe model dat NSU na de Tweede Wereldoorlog produceerde. De letters "OSB" betekenden Obengesteuert; Sport; Blockmotor (kopklepmotor, sport, blokmotor). De Fox had een 98 cc viertaktmotor die ongeveer 6 pk leverde. De machine werd gepresenteerd op de Industriemesse Hannover van 1948. In 1951 verscheen het model 125 ZB met een tweetaktmotor. Voor het gemak werden beide modellen in de catalogi aangeduid als "FOX-Viertakt" en "FOX-Zweitakt". De Fox was de eerste belangrijke contsructie van Albert Roder, die al vóór de oorlog hoofdconstructeur van NSU was, maar zich toen nog bezig had gehouden met het doorontwikkelen van de constructies van de Brit Walter Moore. De Fox 101 OSB was bijzonder zuinig. De fabrieksopgave gaf een verbruik van 1:53 aan, maar het werkelijke verbruik was 1:50 à 1:40. De verkoopslogan voor de Fox, bedacht door Artur Westrup, was "Fixe Faher fahren FOX!". 

### Techniek
De FOX-Viertakt had een gietijzeren cilinder en een lichtmetalen cilinderkop met kopkleppen die door een onderliggende nokkenas met stoterstangen een tuimelaars aangestuurd werden. De machine had een aluminium carter waar de krukas, de meervoudige natte platenkoppeling en de versnellingsbak in zaten. Er was geen oliepomp aan boord, alles werd gesmeerd door middel van spatsmering. De Fox was vanaf het begin een moderne machine, met een plaatframe en een swingarm met cantilever vering. aanvankelijk had ze een drie-, vanaf 1950 een vierversnellingsbak. De 125 ZB had vanaf het begin vier versnellingen. De machines hadden een eenvoudig, open plaatframe, dat van het balhoofd naar de aanhechting van de swingarm liep. In het achterste deel van het frame was de schroefveer van de achtervering ondergebracht. Ook de swingarm zelf en de geduwde schommelvork waren van plaatwerk gemaakt. Voor en achter waren eenvoudige maar vrij zwakke frictiedempers gemonteerd, die met vleugelmoeren bediend werden.

## Superfox 125 OSB
In 1955 werden zowel de NSU Fox 101 OSB als de NSU 125 ZB afgelost door de NSU 125 OSB. Dit was geen doorontwikkeling van de 101 OSB, maar een kleinere uitvoering van de NSU Max 251 OSB. Daarom had de motor ook de Ultramax nokkenasaandrijving. De primaire ketting helemaal ingekapseld zoals bij de Fox 101. De luchttoevoer van de motor verliep zoals bij de NSU Max en de NSU Lux door het plaatframe heen, waardoor de lucht "rustiger" werd. In plaats van de volledige spatsmering van de Fox 101 OSB was nu een dry-sumpsysteem toegepast. Ook het frame en de wielophanging waren weliswaar kleiner maar duidelijk afgeleid van de Max en de Lux. De wielen waren uitwisselbaar en door steekassen makkelijk te (de)monteren. Sommige onderdelen, zoals het gereedschapskastje en de accubak, waren identiek aan die van de NSU Max. De hele voorvork, inclusief het stuur waren van in profiel gebogen plaatwerk, waarin de kabels verborgen waren. Toen de Superfox op de markt kwam was de motorfietsmarkt al grotendeels ingestort. Hoewel de machine er dankzij het plaatwerk meer als een echte motorfiets uitzag, en ook het vermogen duidelijk was gestegen, werden er tot 1957 slechts 15.530 geproduceerd.

## Sportfox en Rennfox

### Sportfox
In 1950 bracht NSU op basis van de seriemodellen van de 101 OSB de licht 100 cc Sportfox productieracer voor beginnelingen op de markt. Men had gepland er ongeveer 30 te verkopen, maar ze werden zo populair dat er uiteindelijk ca. 750 gebouwd werden. Het motortje was opgevoerd door de in- en uitlaatkanalen te polijsten, sterkere klepveren, een grotere inlaatklep en een grotere carburateur te monteren. De compressieverhouding werd verhoogd naar 1:8. Door toepassing van meer lichtmetaal woog de Sportfox slechts 68 kg. Uiteraard was de verlichting weggelaten, maar ook de kettingkast. De uitlaatdemper was verwijderd en de spatborden waren korter. De bagagedrager was vervangen door een broodzadel, waardoor de coureur platter op de motor kon liggen. 

### Rennfox
De Rennfox was een fabrieksracer voor de 125 cc klasse die in 1952 verscheen. Met de originele Fox of zelfs de Sportfox had dit model nog maar weinig overeenkomsten. Met een boring en slag van 54 mm ontstond een 123,7 cc viertaktmotor met dubbele bovenliggende nokkenassen die door een koningsas aan de rechterkant van de cilinder werden aangedreven. De motor leverde 14 pk bij 11.000 tpm. In 1953 werd de boring groter en de slag korter: 58 x 47,3 mm (125 cc). De koningsas zat nu links en de machine had nog slechts één bovenliggende nokkenas. Het carter was smaller geworden. In de zomer van 1954 leverde de Rennfox al ongeveer 18 pk bij 11.000 tpm. Het gewicht was toen ongeveer 80 kg door de blauwe druppelstroomlijn die de machine de bijnaam "Blauwal" (blauwe walvis) gaf. Op bochtige circuits, waar de druppelstroomlijn door haar gewicht meer nadelen als voordelen bood, werd gereden met een tophalf of een dolfijnstroomlijn. De topsnelheid was ongeveer 175 km/h. De Rennfox had aanvankelijk vijf versnellingen, later zes. De achtervering was vervangen door een normale swingarm met twee veer/demperelementen. Aan de voorkant was nog steeds een geduwde schommelvork gemonteerd, maar met aanmerkelijk zwaardere veren dan die van de oorspronkelijke Fox. In het voorwiel zat een geventileerde volle naaf duplexrem. 

#### Kampioenschappen
De eerste successen voor de Rennfox vierden Roberto Colombo, Otto Daiker en Wilhelm Hofmann in 1952 bij de Eifelrennen op de Nürburgring toen ze alle drie de podiumplaatsen pakten. Daiker werd in 1952 kampioen van Duitsland. In het WK-seizoen 1953 werd Werner Haas wereldkampioen 125 cc. Hij werd in dat jaar ook Duits kampioen. In 1954 werd Rupert Hollaus postuum wereldkampioen. Hollaus verongelukte dodelijk tijdens de Grand Prix des Nations op Monza, toen de wereldtitel hem al niet meer kon ontgaan. In dat jaar werd Werner Haas opnieuw kampioen van Duitsland, "HP" Müller werd met een NSU Rennfox tweede.

## Technische gegevens
| NSU                  | Fox 101 OSB                                    | Fox 125 ZB                        | Superfox 125 OSB                  | Sportfox                          | Rennfox |
| -------------------- | ---------------------------------------------- | --------------------------------- | --------------------------------- | --------------------------------- | --- |
| Periode              | 1949-1954                                      | 1951-1954                         | 1955-1957                         | 1950-?                            | 1952-1954 |
| Categorie            | toermotor                                      | toermotor                         | toermotor                         | productieracer                    | fabrieksracer |
| Motortype            | OHV                                            | omkeerspoeling met vlakke zuiger  | Ultramax OHC                      | OHV                               | DOHC met koningsas |
| Bouwwijze            | eencillinder viertakt                          | eencilinder tweetakt              | eencilinder viertakt              | eencilinder viertakt              | eencilinder viertakt |
| Boring               | 50 mm                                          | 52 mm                             | 52 mm                             | 50 mm                             | 54 mm vanaf 1953: 58 mm |
| Slag                 | 50 mm                                          | 58 mm                             | 58 mm                             | 50 mm                             | 54 mm vanaf 1953: 47,3 mm                                                                                                  |
| Cilinderinhoud       | 98,2 cc                                        | 123,2 cc                          | 123,2 cc                          | 98,2 cc                           | 123,7 cc vanaf 1953: 125 cc                                                                                                |
| Compressieverhouding | 1:7.2                                          | 1:6                               | 1:8,5                             | 1:8                               | 1:9,8 |
| Max. vermogen        | 5,6 pk bij 6.500 tpm                           | 5,4 pk bij 5.000 tpm              | 8,8 pk bij 6.500 tpm              | 7,5 pk bij 7.000 tpm              | 13,5 pk bij 11.000 tpm 1953: 15,5 pk bij 11.000 tpm voorjaar 1954: 16,8 pk bij 11.000 tpm zomer 1954: 18 pk bij 11.000 tpm |
| Smeersysteem         | spatsmering                                    | mengsmering                       | spatsmering                       | spatsmering                       | onbekend |
| Topsnelheid          | 85 km/h                                        | 75 km/h                           | 95 km/h                           | 100 km/h                          | 155 km/h 1953: 160 km/h voorjaar 1954: 168 km/h zomer 1954: 175 km/h                                                       |
| Koppeling            | meervoudige droge platenkoppeling              | meervoudige droge platenkoppeling | meervoudige droge platenkoppeling | meervoudige droge platenkoppeling | meervoudige droge platenkoppeling                                                                                          |
| Versnellingen        | 3 voetgeschakeld, vanaf 1950: 4 voetgeschakeld | 4 voetgeschakeld                  | 4 voetgeschakeld                  | 4 voetgeschakeld                  | 5 voetgeschakeld, later 6 voetgeschakeld                                                                                   |
| Aandrijving          | ketting                                        | ketting                           | ketting                           | ketting                           | ketting |
| Rijwielgedeelte      | open plaatframe                                | open plaatframe                   | open plaatframe                   | open plaatframe                   | open plaatframe |
| Voorvork             | plaatstalen geduwde schommelvork               | plaatstalen geduwde schommelvork  | plaatstalen geduwde schommelvork  | plaatstalen geduwde schommelvork  | plaatstalen geduwde schommelvork                                                                                           |
| Stroomlijn           | geen                                           | geen                              | geen                              | geen                              | vanaf 1953: dolfijnstroomlijn in 1954: druppelstroomlijn                                                                   |
| Leeg gewicht         | 85 kg                                          | 84 kg                             | 116 kg                            | 65 kg                             | 90 kg 1953: 83,5 kg voorjaar 1954: 80,5 kg zomer 1954: 80 kg                                                               |
| Voorganger           | Quick                                          | 125 ZDB                           | Fox 101 OSB/Fox 125 ZB            | geen                              | geen |
| Opvolger             | Superfox 125 OSB                               | Superfox 125 OSB                  | Maxi 175 OSB                      | geen                              | geen |

Opmerking: De technische gegevens verschillen per bron. Zelfs in officiële catalogi en folders van NSU waren verschillen te vinden.